# Cupolă giroalungită
În geometrie, cupolele giroalungite sunt o mulțime infinită de poliedre, construite prin unirea unei cupole n-gonale cu o antiprismă 2n-gonală. Bazele la care are loc lipirea sunt cele congruente.
Există trei cupole giroalungite care sunt  poliedre Johnson, făcute din triunghiuri echilaterale, pătrate și pentagoane regulate. Alăturarea unei prisme triunghiulare la o antiprismă pătrată generează, de asemenea, un poliedru, dar este concav, deci nu este un poliedru Johnson. Forma hexagonală poate fi construită din poligoane regulate, dar fețele cupolei sunt toate în același plan. Formele superioare cupolei pentagonale giroalungite pot fi construite doar fără toate fețele regulate, de exemplu cu triunghiuri isoscele.

## Forme
| n | Imagine | nume                                    | fețe                                              |
| - | ------- | --------------------------------------- | ------------------------------------------------- |
| 2 |         | fastigium giroalungit                   | 2+8 triunghiuri, 2+1 pătrate                      |
| 3 |         | cupolă triunghiulară giroalungită (J22) | 9+1 triunghiuri, 3 pătrate, 1 hexagon             |
| 4 |         | cupolă pătrată giroalungită (J23)       | 12 triunghiuri, 4+1 pătrate, 1 octogon            |
| 5 |         | cupolă pentagonală giroalungită (J24)   | 15 triunghiuri, 5 pătrate, 1 pentagon, 1 decagon  |
| 6 |         | cupolă hexagonală giroalungită          | 18 triunghiuri, 6 pătrate, 1 hexagon, 1 dodecagon |